# Mario Ruiz Massieu
Mario Ruiz Massieu (Acapulco, Guerrero, 24 de diciembre de 1950-Newark, Nueva Jersey, Estados Unidos, 15 de septiembre de 1999) fue una figura clave en la política mexicana en 1994, el último año de la presidencia de Carlos Salinas de Gortari.
Dos hermanos de Mario, Wilfrido y Roberto, fueron muertos a tiros a una edad temprana en enero de 1965 en Acapulco. Otro de sus hermanos, José Francisco Ruiz Massieu, llegó a ser gobernador de Guerrero y una figura poderosa en el Partido Revolucionario Institucional (PRI); José  Francisco, al casarse con Adriana Salinas, hermana de Carlos Salinas de Gortari, forjó un vínculo con un clan político muy influyente; el matrimonio terminó en divorcio.
Mario, inicialmente mantuvo un perfil más bajo. Fue secretario general de la principal universidad pública de México, la UNAM, y subsecretario de Gobernación, embajador en Dinamarca, antes de ser nombrado subprocurador General de la República en el gobierno de Carlos Salinas. Su trabajo consistía en llevar ante la justicia a los líderes de los poderosos carteles de drogas del país.
Pocos de sus predecesores habían pasado por alto la oportunidad que el puesto de sub-procurador ofrece para enriquecerse; Mario, al parecer, no fue la excepción. En diciembre de 1993, hizo un depósito inicial de 4 millones de dólares en lo que entonces era el Texas Commerce Bank en Houston. Desde entonces y hasta febrero de 1995, se encontraron otros 2.5 millones de dólares, todos ellos depositados en efectivo, en cantidades que oscilan entre US $ 98,000 y $ 800,000.
Según el testimonio del jurado de EE.UU., un recaudador de Ruiz Massieu, Jorge Stergios, llevaría el dinero, en cajas de cartón o maletas, de México a Texas en vuelos comerciales. Stergios se encuentra actualmente en la cárcel.
El Departamento de Justicia de los Estados Unidos dijo que los $ 9.9 millones de dólares de Mario Ruiz Massieu provenían de sobornos pagados por narcotraficantes, a cambio de inmunidad judicial. Ruiz Massieu siempre insistió en que era dinero de la familia, o «bonos» pagados por la presidencia de México. Él tenía más 3 millones de dólares en cuentas en México.
Este régimen comenzó a desmoronarse con el asesinato de José Francisco, secretario general del PRI y líder de la Coordinación de los priistas en la Cámara de Diputados. Seis meses antes, el candidato del partido a la presidencia, Luis Donaldo Colosio, había sido asesinado a tiros en un mitin de campaña.
En lo que pareció ser un movimiento maestro, Carlos Salinas, se encargó de que Mario fuera el designado para investigar la muerte de José Francisco. Pero menos de dos meses después del asesinato renunció, alegando que miembros de alto rango del partido bloqueaban la investigación. En un famoso discurso dado en rueda de prensa el 23 de noviembre de 1994, anunció lo siguiente:
"El pasado 28 de septiembre una bala mató a dos Ruiz Massieu. A uno le quitó la vida, al otro le quitó la fe y la esperanza de que en un gobierno priísta se llegue a la justicia. Los demonios andan sueltos, y han triunfado."
Durante un breve período, Mario Ruiz Massieu fue capaz de presentarse como el ángel vengador. Él escribió una columna política en un periódico y un libro, titulado Yo Acuso.
En diciembre del 94 con la asunción del presidente Ernesto Zedillo, al mes siguiente, y con el nombramiento de un equipo nuevo para el proceso, la red comenzó a cerrarse. En febrero de 1995 llegó la noticia de que la policía había detenido al autor intelectual del asesinato de José Francisco - nada menos que   Raúl Salinas de Gortari, hermano del expresidente Carlos Salinas de Gortari.
Acusado de proteger al asesino de su propio hermano, Mario huyó del país. Sin embargo, al cambiar los vuelos de España a Newark, Nueva Jersey, él no pudo declarar los 46.000 dólares que llevaba, lo que permite a las autoridades estadounidenses detenerlo. Solo la incompetencia del procurador general de la República Antonio Lozano Gracia, y las sospechas de parte del juez estadounidense que llevaba el caso, con respecto a los métodos de la policía mexicana, le permitieron evadir las cuatro solicitudes sucesivas de extradición efectuadas por la PGR.
Sin embargo, las autoridades de Estados Unidos también comenzaron a moverse en contra suya, buscando confiscar su dinero depositado en Texas, como proveniente del narcotráfico, y pidiendo ante un tribunal de Houston su condena como lavador de dinero, cargo por el que, si hubiera sido declarado culpable, podría haber tenido que purgar 20 años de cárcel. 
Además, el gobierno de los Estados Unidos intentó deportarlo basándose en una prerrogativa de política exterior, alegando que su presencia en el país podría tener consecuencias adversas para las relaciones internacionales y los esfuerzos de reforma en México. Esta medida fue respaldada por una determinación del Secretario de Estado, Warren Christopher, lo que resultó en la orden de deportación.
Durante los últimos tres años y medio de su vida, Mario Ruiz Massieu había estado bajo arresto domiciliario en Nueva Jersey. Murió de una sobredosis de antidepresivos, dejando dos notas de suicidio: una carta privada a su familia y una carta abierta hecha pública por sus abogados. En este último caso, continuó para protestar por su inocencia y acusó al expresidente Ernesto Zedillo, de tener «una buena oferta que ver» con la muerte de su hermano.
La versión oficial dice que se quitó la vida el día de la independencia en México.
Al morir, Mario Ruiz Massieu dejó a su esposa María Barrientos y a una hija de 10 años de edad, Regina.

## Obras publicadas (selección)
- Derecho Agrario Revolucionario, bases para su estudio (México: UNAM, 1984)
- El Cambio en la Universidad, (México: UNAM, 1987)
- La Universidad Detenida, (México: El Nacional, 1990)
- Manual de Procedimientos Agrarios, (México: Porrúa, 1990)
- La Modernización del Marco Jurídico para el Combate al Narcotráfico en México, (México: Fondo de Cultura Económica, 1994)